# Kenneth Campbell
Kenneth Campbell VC (21 d'abril de 1917 – 6 d'abril de 1941) va ser un receptor escocès de la Creu Victòria, la màxima i més prestigiosa condecoració per valentia davant de l'enemic que s'atorga a les forces britàniques i de la Commonwealth.

## Biografia
Kenneth Campbell era d'Ayrshire, diplomat en química a Cambridge, on era membre de l'Esquadró Universitari de l'Aire. El setembre del 1939 va ser mobilitzat pel servei a la RAF, unint-se al 22è Esquadró, pilotant torpediners Bristol Beaufort. Campbell torpedinà un mercant prop de Borkum al març de 1941, i dies després aconseguí escapar d'un parell de caces Bf-110 malgrat que el seu avió resultà molt malmès. Dos dies després torpedinà un nou mercant, aquest cop prop Ijmuiden.
El 6 d'abril de 1941, sobrevolant el port francès de Brest, l'oficial de vol Campbell atacà el creuer alemany Gneisenau. Va pilotar el seu enmig del foc concentrat antiaeri d'unes mil armes de tot calibre i llançà un torpede a una alçada de 15 metres.
L'atac va realitzar-se amb una precisió absoluta: el Gneisenau estava amarrat a només 450m del final del port interior de Brest. Perquè l'atac fos efectiu Campbell hauria d'haver estat molt a prop del costat del moll per tenir temps de llençar el torpede. El fet que Campbell aconseguir el seu torpede acuradament és prova del seu coratge i determinació. El vaixell quedà molt danyat sota la línia de flotació i va haver de tornar al dic sec, d'on havia sortit just el dia abans, quedant fora d'acció durant 6 mesos, la qual cosa va permetre la navegació aliada per l'Atlàntic sense cap amenaça.
Generalment, un cop s'allibera el torpede la fugida es realitza prement l'accelerador a fons. A causa de la carena que envolta el port, l'oficial de vol va veure's obligat a fer un gir, mostrant tota la seva silueta als artillers. L'aeronau es trobà amb un mur de foc antiaeri, estavellant-se al port. Els alemanys van enterrar a Campbell i als seus 3 companys, sergents J P Scott DFM RCAF (navegant), R W Hillman (radio-operador) i W Mallis (artillery) amb tots els honors militars. El seu valor només va ser reconegut quan la Resistència Francesa aconseguí fer arribar a Anglaterra els informes de les seves gestes.

## Reconeixement
A la seva antiga escola, Sedbergh, hi ha un memorial commemorant la seva gesta.
El 6 d'abril del 2000 se celebrà una petita cerimònia en la seva ciutat natal de Saltcoats, a Ayrshire, en el 59è aniversari de la seva mort a Brest, on es va descobrir una placa en memòria seva per la seva cunyada, i el seu germà de 90 lliurà la seva Creu Victòria a la custòdia de l'oficial comandant del 22è Esquadró.
La RAF nomenà els seus avions Vickers VC10 originals amb els noms dels posseïdors de la Creu Victòria. El XR808 va rebre el nom de Kenneth Campbell.

### Condecoracions
- Creu Victòria
- Estrella de 1939-45
- Estrella de les Tripulacions Aèries d'Europa